# Boulevard Saint-Denis
Boulevard Saint-Denis är en boulevard i Paris andra, tredje och tionde arrondissement. Boulevarden är uppkallad efter Rue Saint-Denis, som i sin tur är uppkallad efter Saint-Denis. Boulevard Saint-Denis börjar vid Rue Saint-Martin 359 och Rue du Faubourg Saint-Martin 1 och slutar vid Rue Saint-Denis 252 och Rue du Faubourg-Saint-Denis 2.
Boulevard Saint-Denis är en av les Grands boulevards.

## Omgivningar
- Notre-Dame-de-Bonne-Nouvelle
- Porte Saint-Denis
- Porte Saint-Martin
- Rue Sainte-Apolline

## Bilder
| - Gatuskylt. - Porte Saint-Denis. - Porte Saint-Martin. |

## Kommunikationer
- Tunnelbana – linjerna    – Strasbourg–Saint-Denis
- Busshållplats Porte Saint-Denis – Paris bussnät, linje 32

### Webbkällor
- ”Boulevard Saint-Denis”. Mairie de Paris. https://web.archive.org/web/20160303193817/http://www.v2asp.paris.fr/commun/v2asp/v2/nomenclature_voies/Voieactu/8806.nom.htm. Läst 9 september 2022.
- ”Boulevard Saint-Denis (2ème, 3ème et 10ème arrondissement)”. Les rues de Paris. https://web.archive.org/web/20160416082138/http://www.parisrues.com/rues02/paris-02-boulevard-saint-denis.html. Läst 9 september 2022.